# Head Games (singolo)
Head Games è una canzone dei Foreigner estratta come secondo singolo dall'eponimo album Head Games nel 1978.
La canzone è stata scritta da Lou Gramm e Mick Jones ed è stata distribuita come singolo principalmente negli Stati Uniti, mentre nel resto del mondo è stata pubblicata Love on the Telephone. Il singolo ha raggiunto il 14º posto della Billboard Hot 100.

## Tracce
7" Single Atlantic 3633
1. Head Games (versione radiofonica) – 3:26
2. Do What You Like – 3:58

## Nei media
Nel primo episodio della prima stagione serie tv Cobra Kai, il protagonista Johnny Lawrence ascolta questa canzone mentre sta facendo un giro in macchina. 